# حكومة سمير الرفاعي الأولى
حكومة سمير الرفاعي الأولى هي الحكومة السابعة عشر في عهد إمارة شرق الأردن. شكّل سمير الرفاعي الحكومة في 15 أكتوبر عام 1944، بتكليف من الأمير عبد الله الأول بن الحسين. وقد حلّت الحكومة في 18 مايو 1945.

## أعضاء الحكومة
| الرقم | الإسم        | المهام الوزارية                       | ملاحظات |
| ----- | ------------ | ------------------------------------- | ------- |
| 1     | سمير الرفاعي | رئيسا للوزراء ووزيرا للخارجية والدفاع |         |
| 2     | سعيد المفتي  | وزيرا للداخلية                        |         |
| 3     | هاشم خير     | وزيرا للمواصلات                       |         |
| 4     | نقولا غنما   | وزيرا للتجارة والزراعة                |         |
| 5     | فهمي هاشم    | قاضيا للقضاة ووزيرا للمعارف           |         |
| 6     | مسلم العطار  | وزيرا للمالية والمعارف                |         |